# Vestiges gallo-romains de Mornay
Les  vestiges gallo-romains de Mornay sont un site archéologique situé à Mornay, en Saône-et-Loire.

## Histoire
Le site a été classé au titre de monument historique en le 19 mars 1943.